# 水安宮駅
水安宮駅（すいあんきゅうえき）は台湾台中市南屯区溝墘里にある台中捷運緑線の駅。文心路と大業路の交差点南側に位置する。

## 沿革
計画時の駅名は周辺の古い地名だった溝子墘、あるいは水安、水安公園、文心大業で駅番号はG10だった(p88)。
- 2013年3月1日 - 当駅を含む工区起工[4](pp4-5)。
- 2018年6月30日 - 駅名決定[5]。
- 2020年
  - 5月 - 駅名変更（水安→文心大業（水安宮））[6]。
  - 8月 - 駅名が市民に問題視されていたため「水安宮」とする案が市政府の稟議を通過。市議会での議決により再変更が決定[7]。
  - 11月16日 - プレ開業（12月15日まで4週間無料）[8]。
  - 11月22日 - 車両点検のため全線プレ開業中止[9]。
  - 12月19日 - 正式開業予定[8]。
- 2021年
  - 3月25日 - プレ営業再開（4月23日までの30日間はIC無料。4月24日は運休）[10]。
  - 4月25日 - 正式開業[11]。

## 駅構造
相対式ホーム2面2線の高架駅(p91)。駅舎は長さ67.2メートル、幅22.8メートル、ホーム地上高10.9メートル。

### 駅階層
南下（東側）ホームはコンコースと直結しておらず、対面ホームから跨線橋で往来する必要がある(p6)。出口は1ヶ所のみ(p11)。
| 地上 四階                      | 連絡通路層                                                 | 跨線橋 |
| 地上 三階                      |                                                            |        |
| コンコース層 （2番ホーム方）   | 出入口、コンコース、案内所、自動券売機、自動改札機、トイレ |        |
| 相対式ホーム、右側のドアが開く |                                                            |        |
| 2番線                          | ←■緑線 大慶・高鉄台中站方面（文心森林公園駅）              |        |
| 1番線                          | →■緑線 市政府・北屯総駅方面（市政府駅）→                   |        |
| 相対式ホーム、右側のドアが開く |                                                            |        |

### 駅出口
- 出口1（西側）：大業路

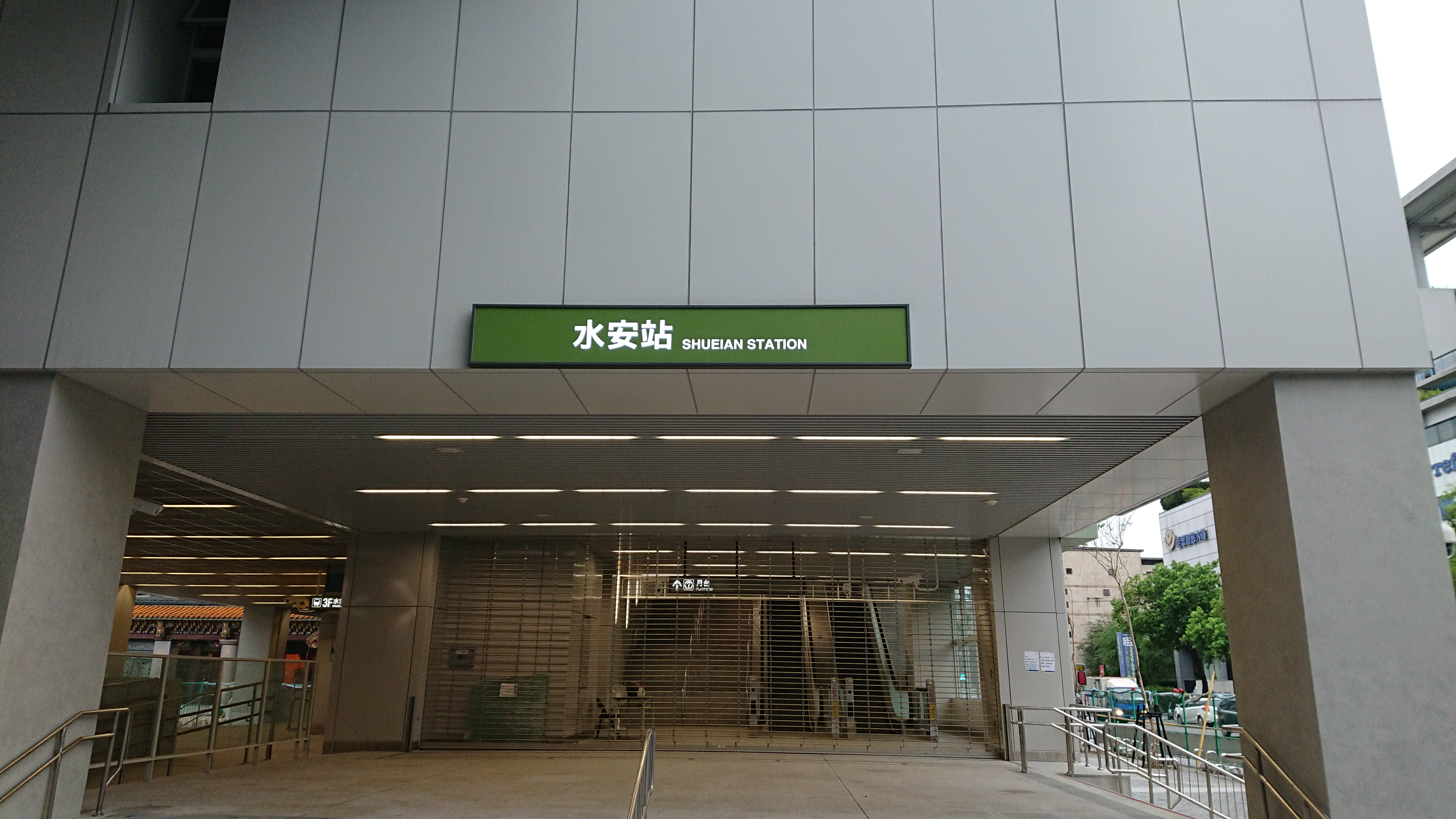
改称前の駅出口（2020年5月）
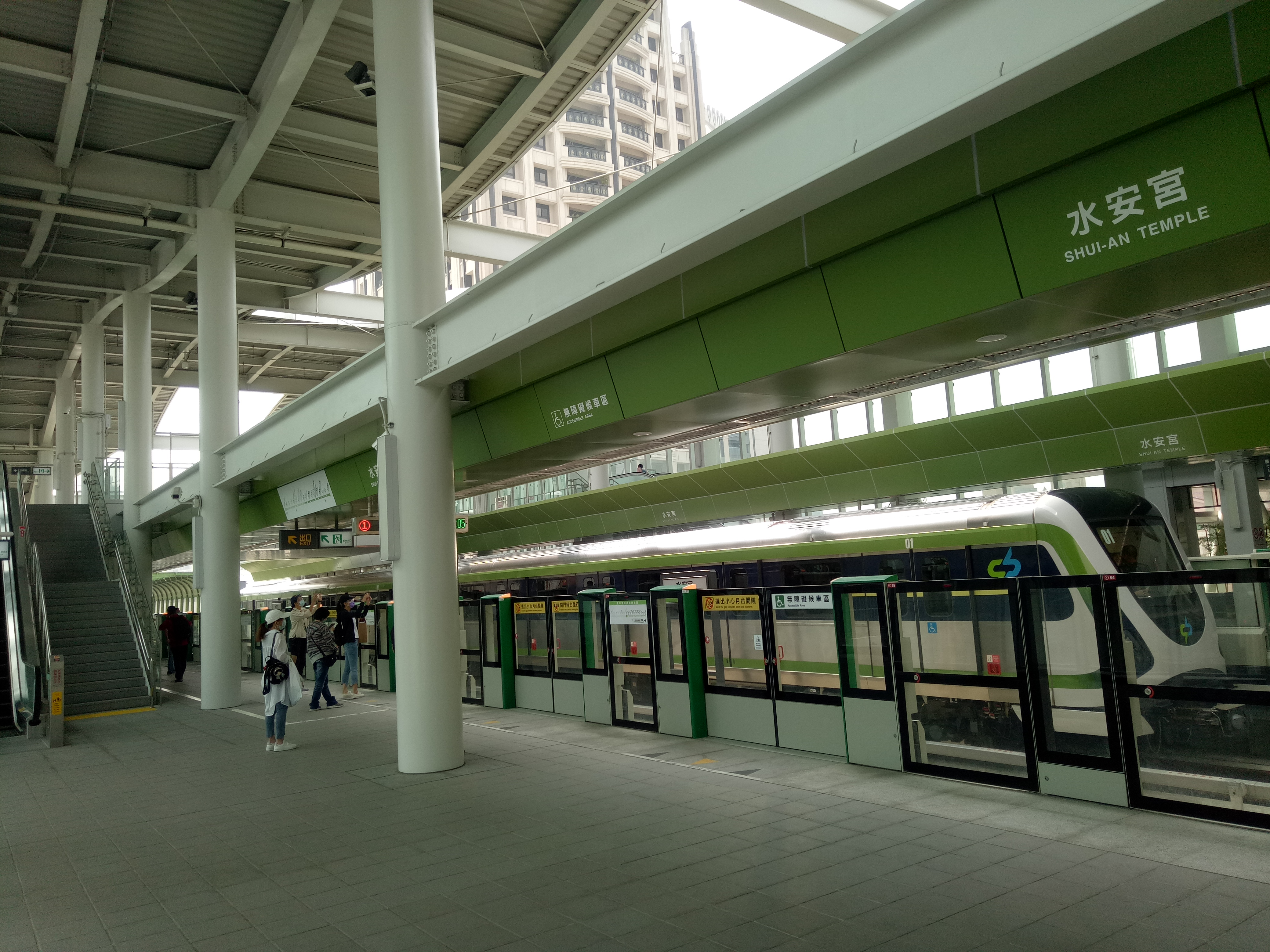
1番線ホーム
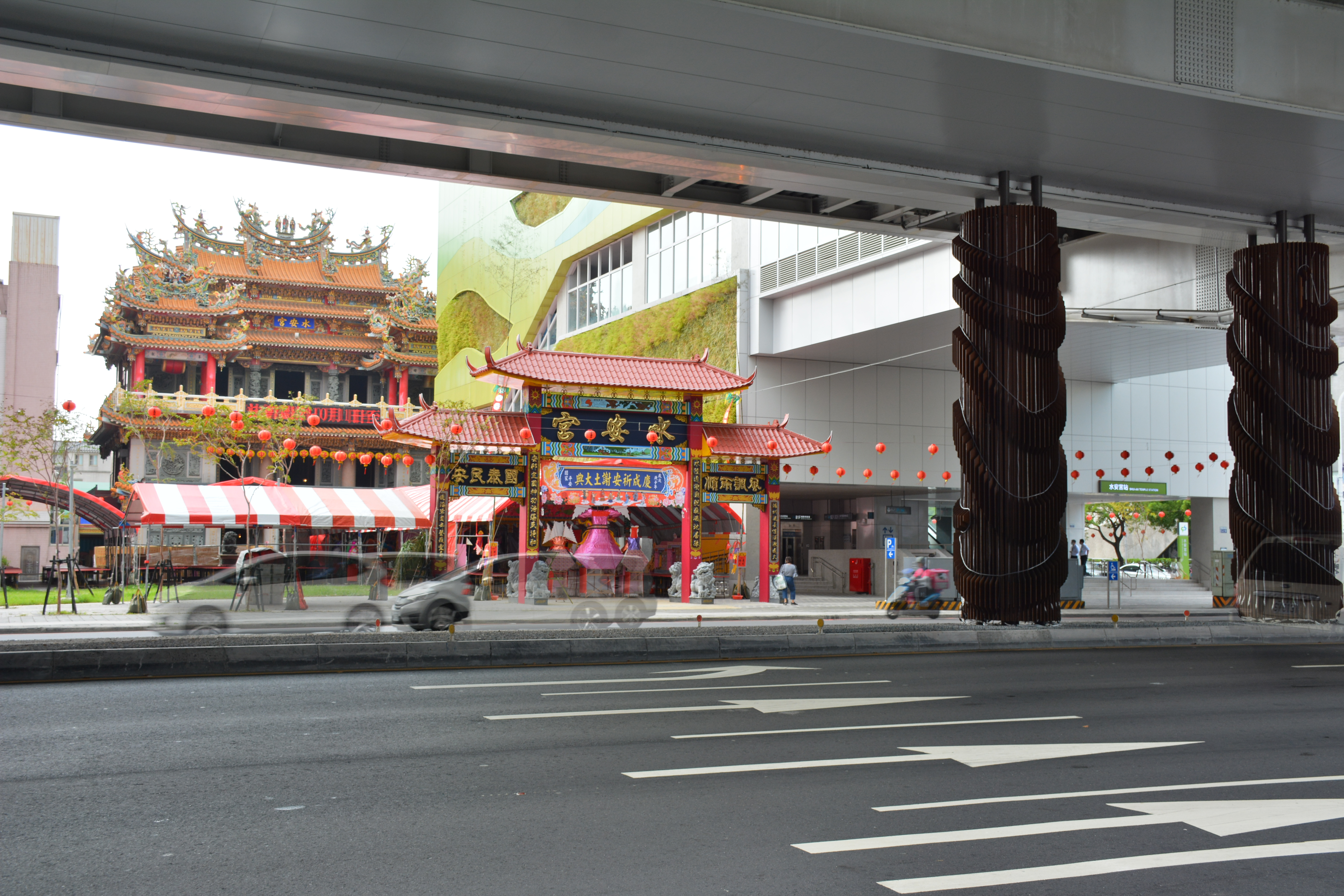
水安宮駅出入口と駅名の由来となった水安宮

## 駅周辺

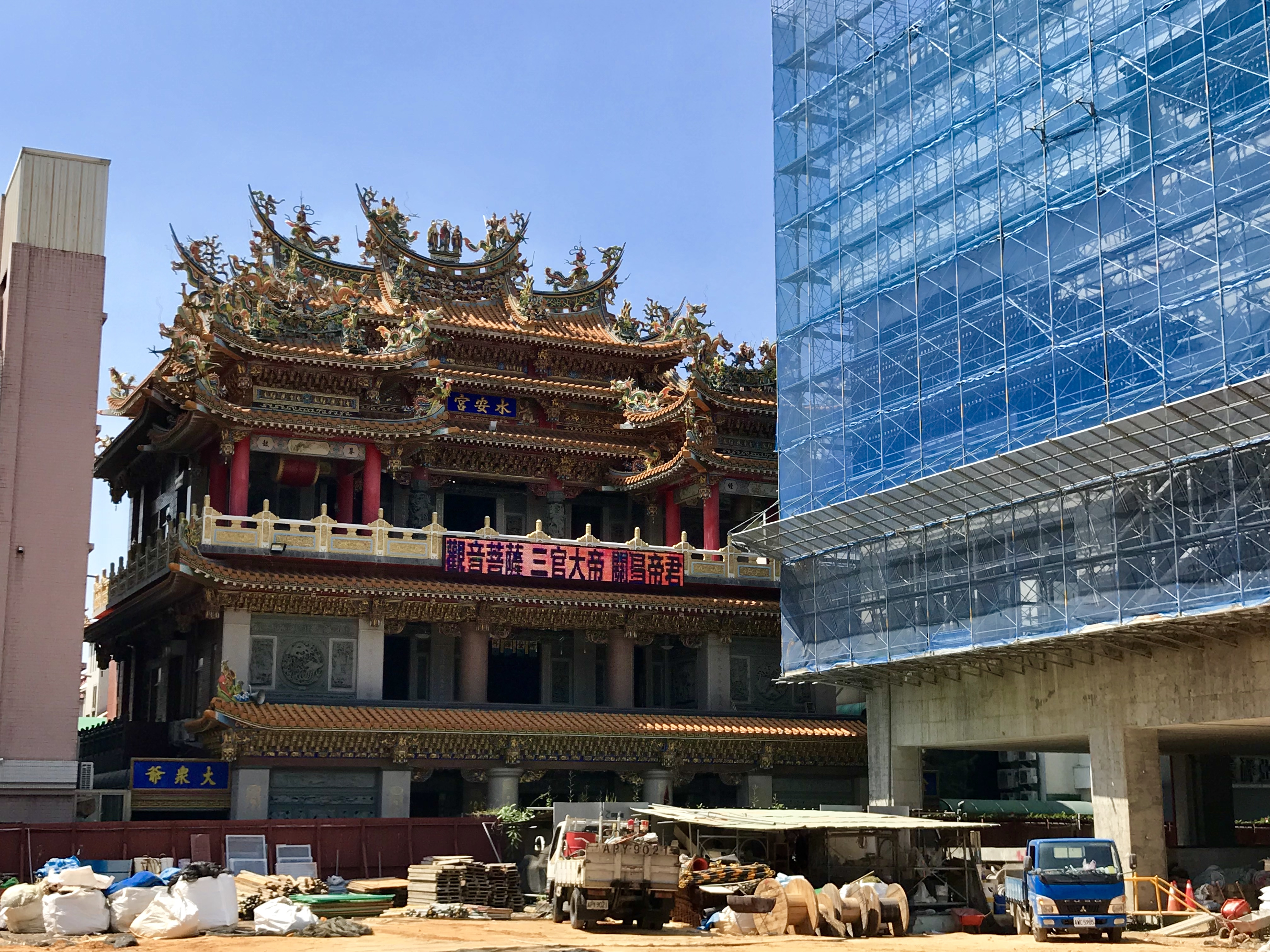
駅出口に隣接する水安宮

- 家楽福（カルフール）文心店
- 水安宮（中国語版）
- 台中市立台中特殊教育学校（中国語版）
- 台中市立恵文高級中学（中国語版）
- 台中市立恵文国民小學（中国語版）
- 台中市立大業国民中学（中国語版）
- 台中市立図書館（中国語版）南屯分館
- 無為草堂

- 駅出口に隣接する水安宮

## 隣の駅
台中捷運
緑線（烏日文心北屯線）
市政府駅 110 - 水安宮駅 111 - 文心森林公園駅 112

### 註釈
1. ↑  2020年11月16日にプレ開業、中断を経て3月25日から4月23日にプレ営業再開